# Melasina murifica
Melasina murifica är en fjärilsart som beskrevs av Edward Meyrick 1922. Melasina murifica ingår i släktet Melasina och familjen säckspinnare. Inga underarter finns listade i Catalogue of Life.